# Nyctibora obscura
Nyctibora obscura es una especie de cucaracha del género Nyctibora, familia Ectobiidae. Fue descrita científicamente por Saussure en 1864.
Habita en Colombia, Trinidad y Tobago, Brasil, Ecuador y Perú.